# Vers Madrid - The Burning Bright
 (août 2015).
Si vous disposez d'ouvrages ou d'articles de référence ou si vous connaissez des sites web de qualité traitant du thème abordé ici, merci de compléter l'article en donnant les références utiles à sa vérifiabilité et en les liant à la section « Notes et références ».
Pour plus de détails, voir Fiche technique et Distribution.
Vers Madrid - The burning bright, sous-titré Un film d'in/actualités, est un documentaire expérimental français réalisé par Sylvain George entre 2011 et 2014, et sorti en 2014.
Il forme une sorte de triptyque avec les films L'Impossible - Pages arrachées réalisé en 2009 et Paris est une fête - Un film en 18 vagues  réalisé en 2017.

## Synopsis
Vers Madrid -The burning bright (Un film d'in/actualité) est un newsreel expérimental, qui atteste des expérimentations politiques et poétiques mises en œuvre par des milliers d’individus à Madrid en 2011, 2012, et communément appelées Mouvement des Indignés.
Le 15 M est le premier « mouvement » d’envergure du XXIe siècle que connaissent les sociétés occidentales, et qui donnera lieu aux différents Occupy movement à travers le monde. 
Un processus transhistorique et transfrontière qui vient de loin, réactive et travaille des concepts et notions clés de la philosophie politique occidentale, trop longtemps oubliés : demos, logos, révolution…
Place Puerta de Sol, passé et futur se rencontrent dans le présent où ils se réinventent constamment. 
Vers Madrid, Place Puerta del Sol, les pays d’Europe et du monde se sont tournés comme les fleurs vers le soleil.

## À propos du film
Profondément intéressé par les révolutions dans le monde arabe puis les mouvements sociaux et politiques qui se sont produits en Espagne en 2011 notamment, Sylvain George s’est rendu sur les lieux avec une caméra et en a ramené un film qui atteste des expérimentations politiques et poétiques à l’œuvre dans ce qu’on a appelé le Mouvement des Indignés.
Ce film s’inscrit à la croisée des chemins, reprend en charge des formes qu'il renouvelle et réactualise : les films "d’actualités" qui ont marqué les débuts du cinéma; les newsreel réalisés notamment dans les années 1970 par des cinéastes comme  Robert Kramer, Jean-Luc Godard… (il est à noter que ces dernières années, cette forme brève qu’est le newsreel va être retravaillée aussi bien par des cinéastes comme Alex Reuben sur les mouvements sociaux en Angleterre, Ken Jacobs ou Jem Cohen (en) sur Occupy Wall Street à New York, le Front Newsreel en Slovénie, mais aussi par des collectifs ou entités autonomes en Turquie, au Brésil, en Grèce, en Tunisie, en Égypte, en Syrie, au Yémen, etc., qui produiront rapidement des images afin de rendre compte des enjeux de l’époque); ou bien encore des brèves formes-essais plus expérimentales et réalisées de façon vives et "impromptues" par des cinéastes comme Jean-Luc Godard (Je vous salue, Sarajevo)...
Vers Madrid - The burning bright est, d’après son auteur, un « newsreel expérimental, un poème cinématographique d’actualité. »

## Fiche technique
- Titre original : Vers Madrid - The burning bright (sous-titre : Un film d'in/actualités)
- Réalisation, scénario, photographie, montage et son : Sylvain George
- Musique : Godspeed You! Black Emperor, Get Your Gun, Rocío Márquez, The Doors, Black Justice Experiment…
- Société de production : Noir Production[1]
- Société de distribution : Noir Production[1]
- Pays d'origine :  France
- Langues originales : français, espagnol, anglais…
- Durée : 106 minutes
- Format : noir et blanc / couleurs - vidéo / 16 mm
- Genre : documentaire expérimental
- Dates de sortie :
  - France : 5 novembre 2014

## Distribution
- Valérie Dréville (voix)

## Distinctions
- 2013 : Prix du public “Wild Dreamer”, Subversive Film Festival
- 2013 : Mention du jury, MedFilmFestival